# Onciale 0101
- Papyrus
- Onciale
- Minuscules
- Lectionnaire

Le Codex 0101, portant le numéro de référence 0101 (Gregory-Aland), ε 48 (von Soden), est un manuscrit du Nouveau Testament sur parchemin écrit en écriture grecque onciale. 

## Description
Le codex se compose d'un folio. Il est écrit en une colonne, de 14 lignes par colonne. Les dimensions du manuscrit sont 11 x 9 cm. Les experts datent ce manuscrit du VIIIe siècle,. 
C'est un manuscrit contenant le texte incomplet de l'Évangile selon Jean (1,29-32),. 
Le manuscrit a été examiné par Karl Wessely et David Parker.
Texte
Le texte du codex représenté type alexandrin. Kurt Aland le classe en Catégorie II. 
| recto ΤΗΕΠ[αυρι]ΟΝΒΛΕ ΠΕΙΤΟΝΙΝΕΡΧΟ ΜΕΝΟΝΠΡΟΣΑΥΤΟ ΚΑΙΛΕΓΕΙ ΔΕΟΑΜΝΟΣΤΟΥΘΥ ΕΝΤ[ωυδατ]ΙΒΑΠΤΙΖΩ ΟΑΙΡΩΝΤΠΝΑΜΑΡ | verso ΚΑΓΩ[ουκ η]ΔΕΙΝΑΥ ΤΟΝΑΛΛΙΝΑΦΑΝΕ ΡΩΘΗΤΩΙΣΛΔΙΑ ΤΟΥΤΟΗΛΘΟΝΕΓΩ ΚΑΙ[εμαρ]ΤΥΡΗΣΕ |

| recto ΤΙΑΝΤΟΥΚΟΣΜΟΥ ΟΥΤΟΣΕΣΤΙΝΠΕ ΡΙΟΥΕΓΩΕΙΠΟΝ ΟΠ | verso ΙΩΑΝΝΗΣΛΕΓΩΝ ΟΤΙΤΕΘΕΑΜΑΙΤΟΠΝΑ ΚΑΤΑΒΑΟΝΟΝΩΣΕΙ ΠΕΡ[ιστεραν.....] [.....]Ν |

Lieu de conservation
Il est actuellement conservé à la Bibliothèque nationale autrichienne (Pap. G. 39780), à Vienne,.